# Oecleus seminiger
Oecleus seminiger är en insektsart som beskrevs av Stsl 1862. Oecleus seminiger ingår i släktet Oecleus och familjen kilstritar. Inga underarter finns listade i Catalogue of Life.